# Hieracium jutlandicum
Hieracium jutlandicum là một loài thực vật có hoa trong họ Cúc. Loài này được Keld & Wiinst. mô tả khoa học đầu tiên năm 1922.